# György Dénes
György Dénes (Gyergyókilyénfalva, 1887. január 9. – Kolozsvár, 1983. augusztus 8.) erdélyi magyar újságíró, szerkesztő, versmondó művész.

## Életútja
Középiskolai tanulmányait a székelyudvarhelyi Római Katolikus Főgimnáziumban végezte, 1911-ben a kolozsvári egyetemen szerzett magyar–latin–történelem szakos tanári oklevelet. Szolgálatát felügyelő tanári (subregens) minőségben a marosvásárhelyi Római Katolikus Főgimnázium Fiúneveldéjében kezdte; 1914-től a kolozsvári 
Marianum Leánygimnázium magyar irodalom tanára, növendékeivel Adyt és a tantervben akkor még nem szereplő más modern költőket is megismertetett.
1925-ben tanári állásáról lemondva, Paál Árpád főszerkesztősége idején a kolozsvári Újság felelős kiadói igazgató tisztjét töltötte be, 1927-től a Pásztortűz szerkesztőségében dolgozott. Részt vett a Nagyváradon 1932 januárjában megindult Erdélyi Lapok szervezésében, de nemsokára szakított a sajtóorgánummal, és 1933-tól kezdve hét éven át önálló versmondó művészként működött. 1940-ben tért vissza a katedrára, és 1948-ban mint a kolozsvári Gyakorló Gimnázium tanára vonult nyugalomba, de folytatta előadói körútjait.
Versmondása elválaszthatatlan a romániai magyar költészet két világháború közötti történetétől. Tessitori Nórával egy időben a költészet sajátos eszmeiségével és hangvételével összhangban álló előadói stílust alakított ki. "A mód, ahogyan minden költeményhez megfelelő légkört teremt, ahogy szüneteket tart és ritmusváltásokkal színez, ahogy még töretlen hangerejével gazdálkodik, és ahogy crescendók lépcsőfokait végigjárva befejez, az mindannyiszor kiváltja belőlünk a közvetlenül ható élményt" – írta róla 1969-ben Oláh Tibor. Műsorán 250 költői alkotás szerepelt; főként Áprily Lajos (egykori egyetemi társa), Bartalis János, Berde Mária, Dsida Jenő, Reményik Sándor, Sipos Domokos, Szemlér Ferenc, Szentimrei Jenő, Szombati-Szabó István és Tompa László verseit szavalta.
Cikkei az Erdélyi Fiatalok, Pásztortűz, Újság, majd az Utunk és Korunk hasábjain jelentek meg. Benedek Elek "turnéi" című alatt számolt be az Elek apó "fiai"-val tett irodalmi körútról (Korunk, 1971/5). Hosszú versmondói pályafutásának tapasztalatait a Művelődés 1956-os évfolyamában kezdett cikksorozatában és a Versről versre hét évtizeden át, valamint az Életem és barátaim című kiadásra váró emlékiratában összegezte. Electrecord-lemeze György Dénes szaval címmel 1979-ben készült.